# Manuel Antonio Rojo del Río

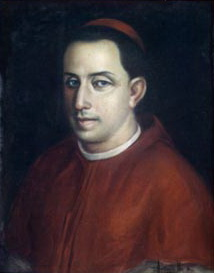
Manuel Antonio Rojo del Río.

Manuel Antonio Rojo del Río Lafuente y Vieyra (Tula de Allende, Nueva España, 24 de septiembre de 1708-Manila, Filipinas, 30 de enero de 1764) fue arzobispo de Manila y gobernador general de las islas Filipinas.
En el desempeño de sus funciones como gobernador durante la guerra de los Siete Años, pactó la rendición de Manila ante las fuerzas británicas, lo que motivó su destitución y condena por traición.
| Predecesor: Pedro José Manuel Martínez de Arizala | Arzobispo de Manila 1757-1764     | Sucesor: Basilio Tomás Sancho Hernando |
| Predecesor: Miguel Lino de Ezpeleta               | Gobernador de Filipinas 1761-1762 | Sucesor: Simón de Anda y Salazar       |